# Taufers (Sand in Taufers)

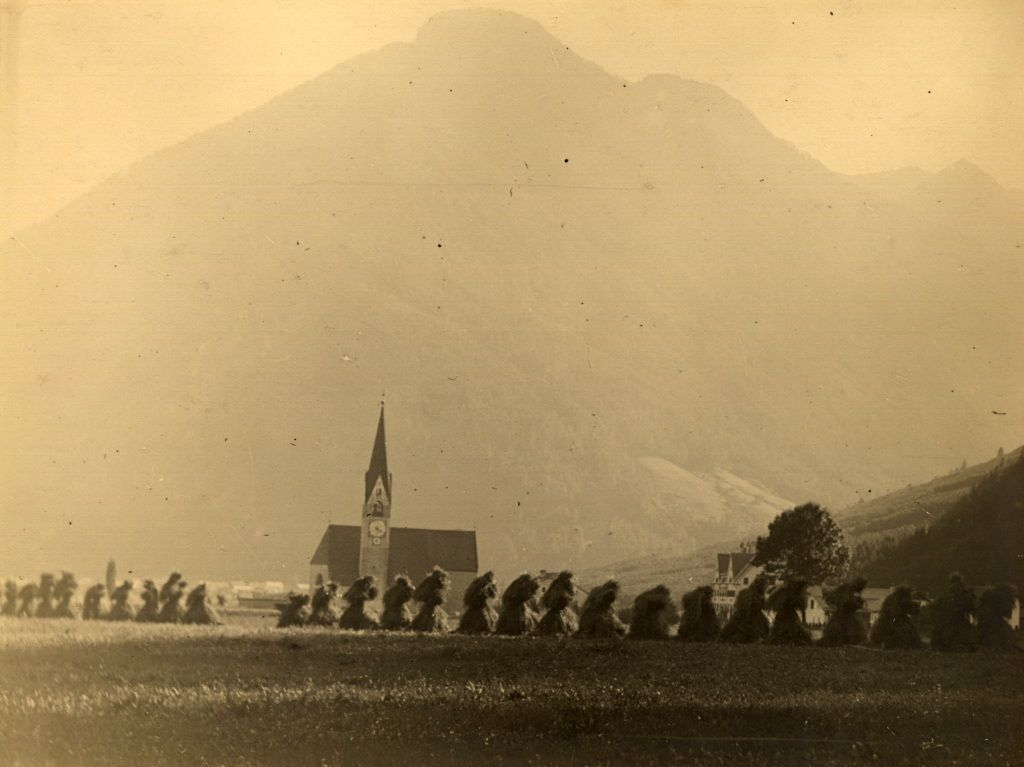

Taufers (italienisch Tures) ist ein Ort im Tauferer Tal in Südtirol und gehört zur Gemeinde Sand in Taufers.

## Lage
Der Ort liegt etwa 12 km nördlich von Bruneck, zwischen dem nördlich gelegenen Gemeindehauptort Sand und Mühlen in Taufers südlich. Er befindet sich rechts im Tauferer Boden, am Fuß des Speikboden (2516 m s.l.m.).
Der Ort erstreckt sich über gut 500 m direkt an der SS 621. Er umfasst etwa 20 Adressen, die auf Pfarre  lauten.
|  | Sand                                        |               |
|  | Kompassrose, die auf Nachbargemeinden zeigt | Winkl Kematen |
|  | Mühlen in Taufers                           |               |

## Sehenswürdigkeiten
Der Ort ist der Kirchweiler der Pfarrkirche Maria Himmelfahrt, die als Pfarre 1240 erstmals erwähnt ist. Die romanisch-spätgotische Kirche der heutigen Pfarre  Taufers im Pustertal (Campo Tures) gehört von alters her zum Dekanat Taufers. Denkmalgeschützt sind auch das Mesnerhaus und der historische Kornkasten, in dem heute das Pfarrmuseum Taufers untergebracht ist.

## Bildung
In Taufers gibt es eine Grundschule und eine Mittelschule für die deutsche Sprachgruppe, die beide von Schülern der umliegenden Ortschaften genutzt werden.